# Amstelland

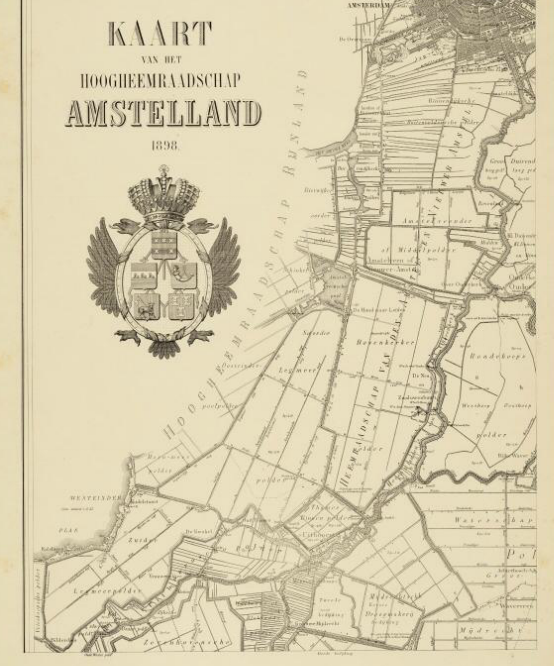
Het Amstelland op een kaart uit 1898. Links het wapen van Hoogheemraadschap Amstelland.

Amstelland is het gebied langs de rivier de Amstel (naar Aeme-stelle, een oud-Nederlands woord voor 'waterachtig gebied'), een gekanaliseerde rivier in het zuiden van Noord-Holland. Hoewel strikt genomen de gemeente Amsterdam tot het gebied behoort, wordt in moderne spraakgebruik Amsterdam niet (meer) tot het gebied gerekend.
Amstelland is ook de naam van het waterschap rond deze rivier. Het Hoogheemraadschap Amstelland is een voormalig hoogheemraadschap opgericht in 1525 onder Karel V. Het is op 1 januari 1991 opgegaan in het Hoogheemraadschap Amstel en Vecht. In 1997 fuseerde dit met Zuiveringsschap Amstel- en Gooiland tot hoogheemraadschap Amstel, Gooi en Vecht.

## Geschiedenis
In de Middeleeuwen werd het gebied in cultuur gebracht. De oudste nederzetting is het huidige dorp Ouderkerk aan de Amstel dat dateert uit de 11e eeuw.
In de loop der tijd begon de bevolking vanaf de rivier het veen af te graven: de afgestoken grond werd tot turf verwerkt en als brandstof gebruikt. Zo ontstond waarschijnlijk rond het begin van de 13e eeuw in het veengebied ten westen van Ouderkerk het veenwerkersgehucht Amstelveen.
Door de aanleg van een dam in de monding van de rivier ontwikkelde zich in het noordelijk deel van Nieuwer-Amstel het handels- en vissersdorpje Amstelredam, dat rond 1300 stadsrechten verwierf. Het gehucht groeide uit tot het stadje Amsteldam, dat door zijn ligging aan de Zuiderzee steeds belangrijker werd.
Het gebied Amstel werd gesplitst in Ouder-Amstel (rechteroever) en Nieuwer-Amstel (linkeroever). Amsterdam splitste zich ook af en werd een zelfstandige stad. Uit deze kleine nederzetting groeide de grote stad die in de loop der eeuwen de hele omgeving is gaan domineren.
Ten tijde van het Koninkrijk Holland was Amstelland de naam van het departement.
In 1896 en 1921 werden delen van Nieuwer-Amstel door de gemeente Amsterdam geannexeerd en langs de oevers van de Amstel verschenen woonwijken, onder andere de Rivierenbuurt. Ten zuiden van de Utrechtsebrug is het gebied langs de rivier grotendeels vrij van bebouwing gebleven. Dit vormt nu een van de groene scheggen van Amsterdam, de Amstelscheg.
Sinds 1982 werken de gemeenten uit Amstelland samen met die van Meerlanden, in het huidige bestuurskracht Amstelland-Meerlanden.
Groengebied Amstelland is een organisatie die het landelijk gebied bij Amstelveen en Ouderkerk beheert.